# 橋本伸一
橋本 伸一（はしもと しんいち、1930年11月13日 - ）は、日本の経営者。安川電機社長を務めた。福島県出身。

## 来歴・人物
1953年に東北大学経済学部を卒業し、同年に日本勧業銀行に入行し、1984年には取締役に就任。1985年に安川電機製作所常務に就任し、専務、副社長を経て、1996年6月から2000年までに社長を務め、業績悪化に伴う経営再建に取り組んだ。